# Imsouane
Imsouane (en arabe : إمسوان ʔimswān; en amazighe standard marocain : ⵉⵎⵙⵡⴰⵏ Imeswan) est une commune territoriale de la préfecture d'Agadir Ida-Outanane, dans la région de Souss-Massa, au Maroc. Elle ne dispose pas de centre urbain mais son chef-lieu est un village du même nom.

## Toponymie
Son nom provient du berbère soussi et signifierait « la bouche » (Imi) « qui boit » (ssew) ou « iswan » (issouane) « mouillé », c'est-à-dire la baie ou s'engouffre la mer.
En alphabet berbère latin le nom de la ville s'écrit Imeswan ou Imeswan.
En français le nom de la ville est parfois orthographié Imssouane, Imessouane, ou Imessouane,.

## Géographie
Elle est située entre océan et désert sur la côte Atlantique, situé à 70 km au nord d'Agadir et à 100 km au sud d'Essaouira.

## Historique
La création de la commune d'Imsouane a lieu en 1992, dans le cadre d'un découpage territorial qu'a connu le royaume. La commune se trouvait dans le caïdat de Tamri, relevant du cercle d'Inezgane.

## Démographie
La commune a connu, de 2004 à 2014 (années des derniers recensements), une baisse de population, passant de 9 353 à 8 866 habitants,.
|      | Population totale | Ménages | Population urbaine | Population rurale | Étrangers |
| 1994 | 8 645             | 1 347   | 0                  | 8 645             | 0         |
| 2004 | 9 353             | 1 704   | 0                  | 9 353             | 0         |
| 2014 | 8 866             | 1 902   | 0                  | 8 866             | 1         |

## Administration et politique
La commune rurale d'Imsouane est située au sein du caïdat de Tamri, lui-même situé au sein du cercle d'Agadir-Atlantique,.

## Tourisme

Plage de Tildi.
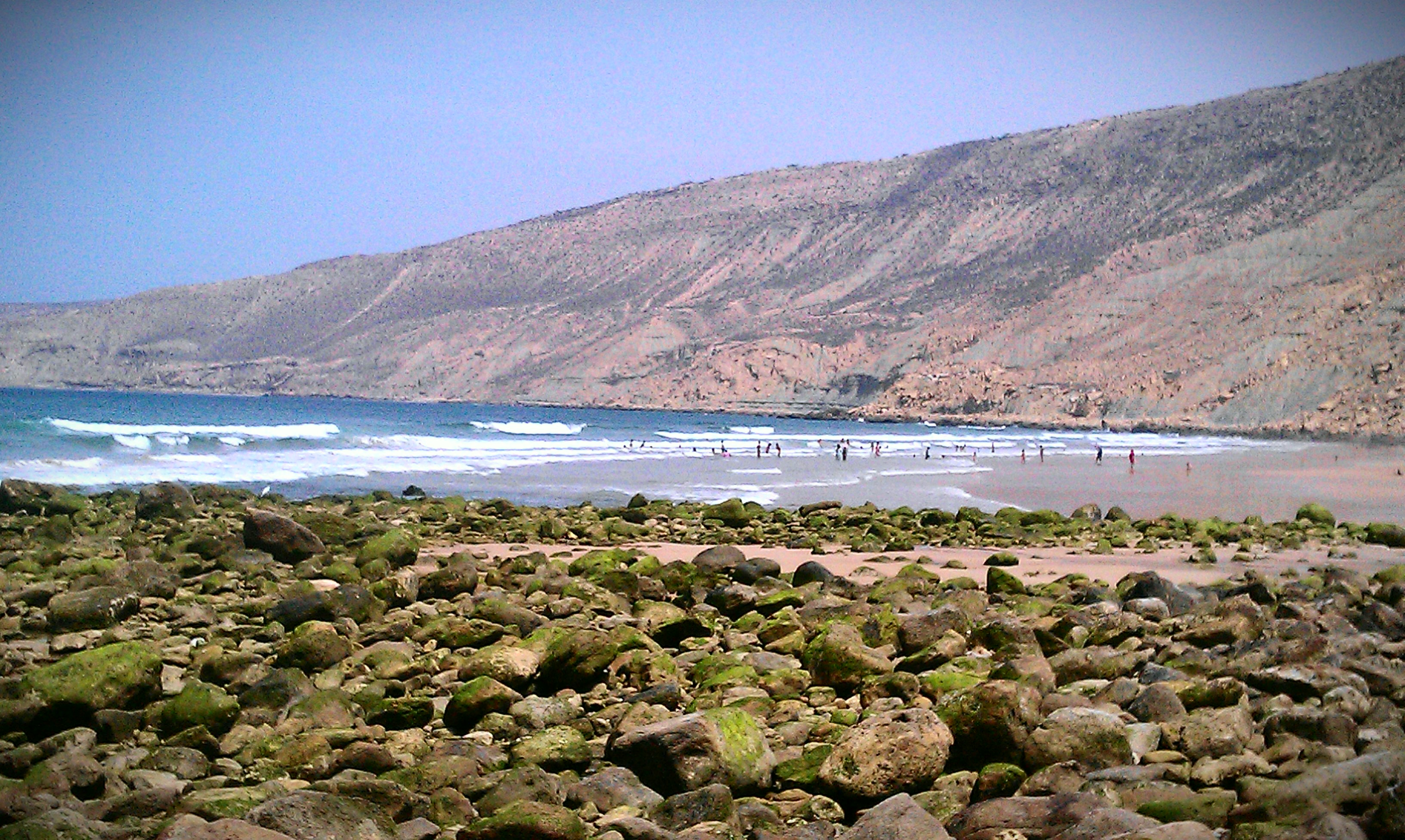
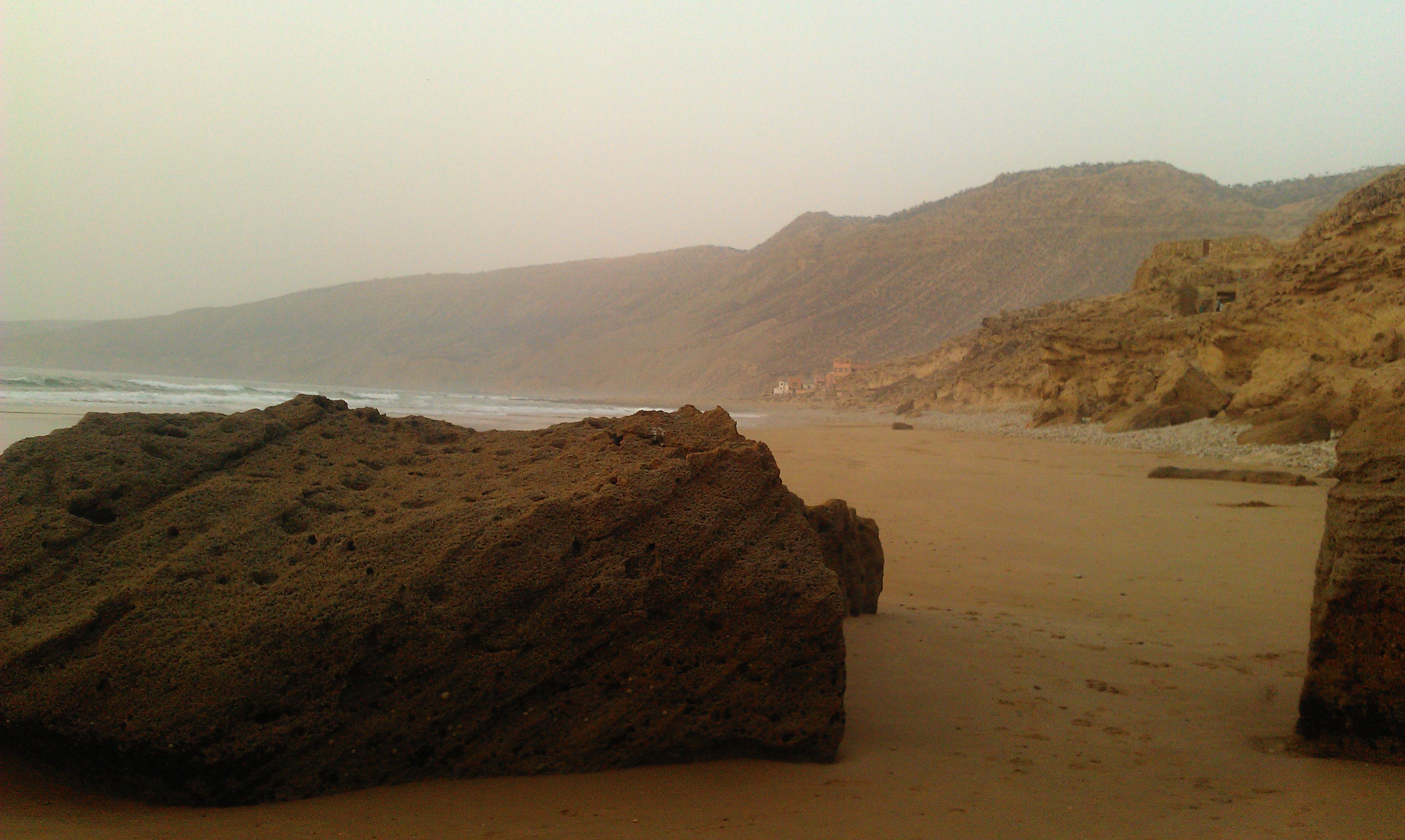
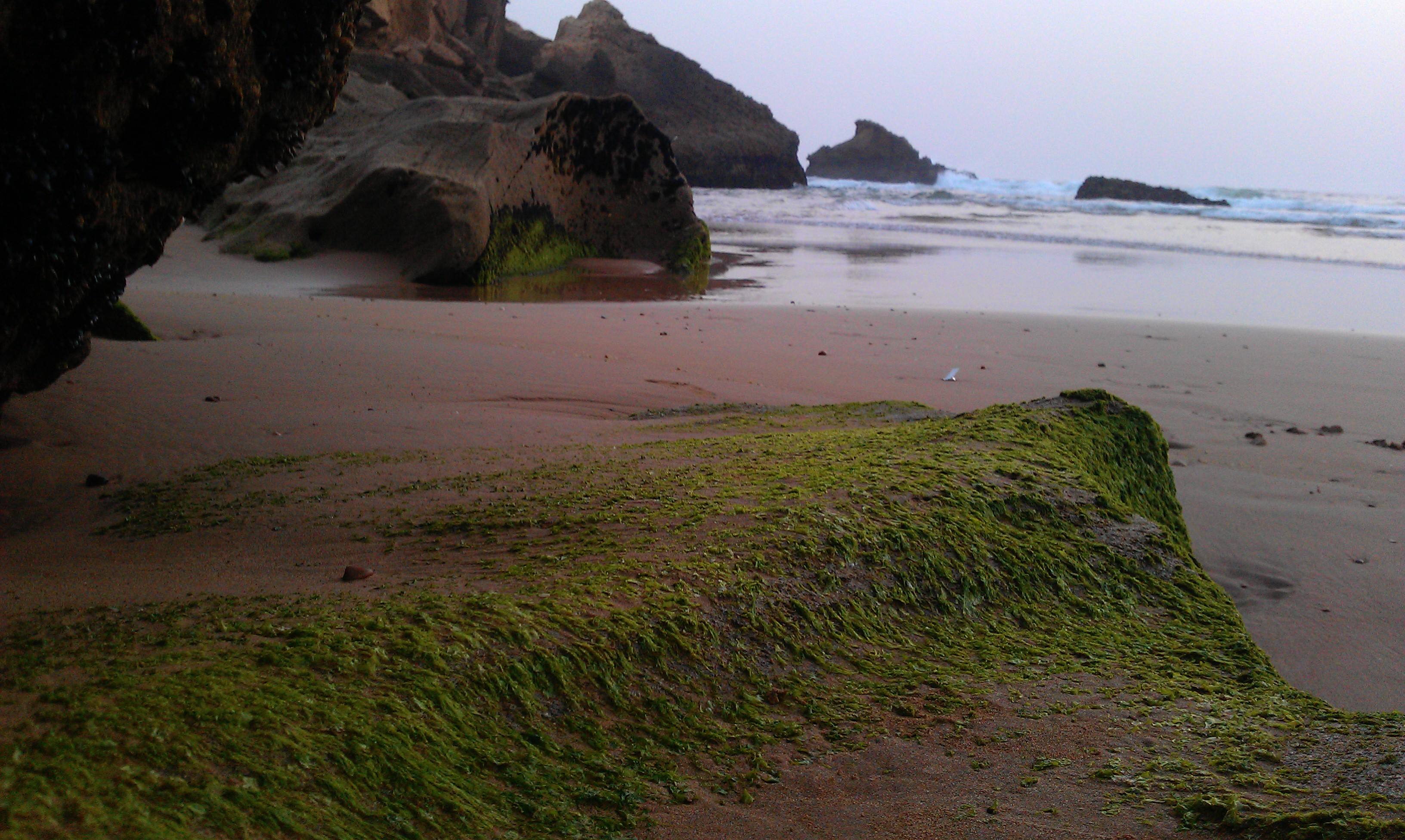
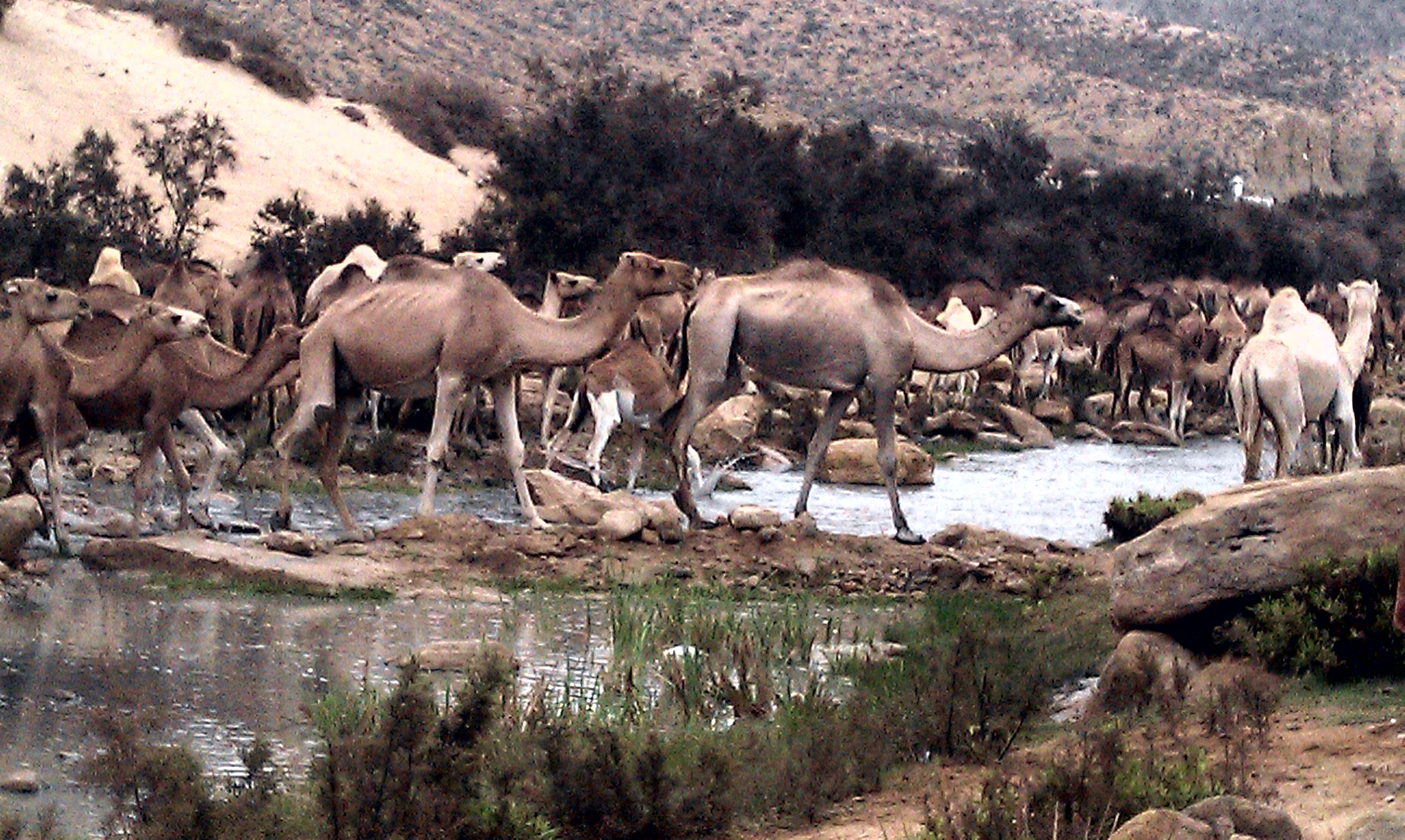

## Sport
La commune est réputée pour ses conditions, plus que favorables, pour les sports de glisse, principalement le surf, le bodyboard et le longboard. En effet, le village comprend deux spots : le reef (fréquenté principalement par les shortboardeurs et les bodyboardeurs) qui se caractérise par une vague creuse qui peut aller jusqu'à une hauteur de 5 à 6 m en hiver, et la baie (paradis des longboardeurs) puisque sa vague est plate et se déroule sur une longueur de plus de 800 mètres.

Sports de glisse.
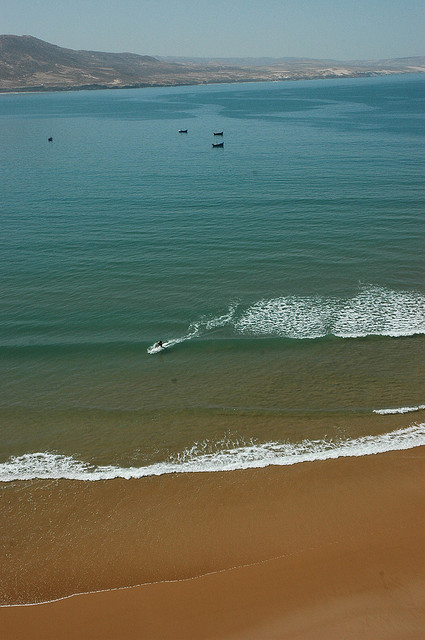
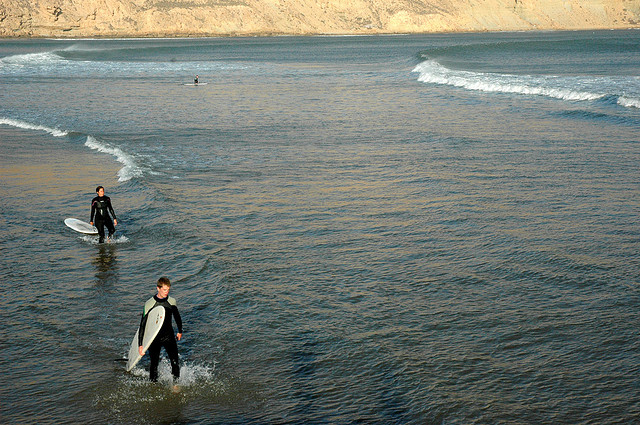
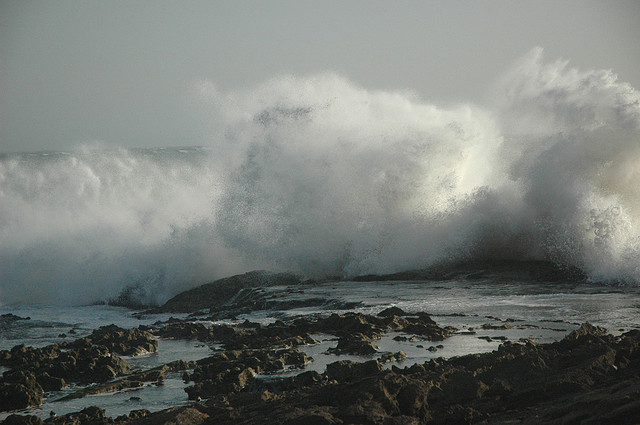
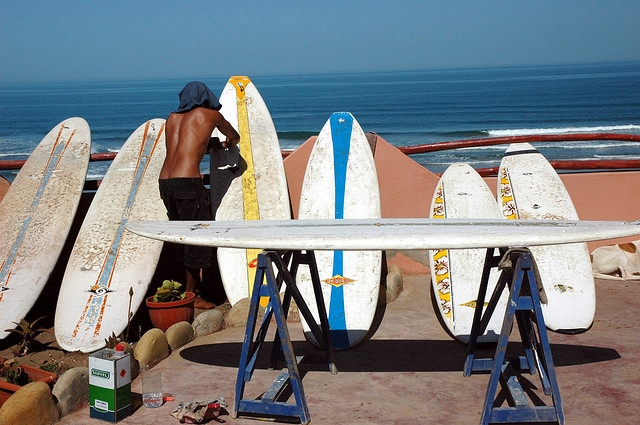